# إبراهيم بودبودا
إبراهيم بودبودا  (1990 الجزائر) هو لاعب كرة قدم جزائري.

## روابط خارجية
- إبراهيم بودبودا على موقع قاعدة بيانات كرة القدم.إي يو (الإنجليزية)
- إبراهيم بودبودا على موقع ناشيونال فوتبول تيمز (الإنجليزية)
- إبراهيم بودبودا على موقع Soccerway.com (الإنجليزية)